# Placosaris
Placosaris är ett släkte av fjärilar. Placosaris ingår i familjen Crambidae.

## Dottertaxa tillPlacosaris, i alfabetisk ordning[1]
- Placosaris anomalalis
- Placosaris apoalis
- Placosaris arjunoalis
- Placosaris auranticilialis
- Placosaris beatrix
- Placosaris bornealis
- Placosaris broesialis
- Placosaris callistalis
- Placosaris coorumba
- Placosaris cricophora
- Placosaris dohertyi
- Placosaris eriggusalis
- Placosaris galogalis
- Placosaris homoeides
- Placosaris ingestalis
- Placosaris intensalis
- Placosaris labordalis
- Placosaris leucula
- Placosaris lindgreni
- Placosaris miniatalis
- Placosaris ochreipunctalis
- Placosaris perakalis
- Placosaris rubellalis
- Placosaris steelei
- Placosaris subfuscalis
- Placosaris swanni
- Placosaris taiwanalis
- Placosaris triticalis
- Placosaris turiusalis
- Placosaris udealis
- Placosaris ustulalis